# Vitirallus watlingi
Vitirallus watlingi — вимерлий вид журавлеподібних птахів родини пастушкових (Rallidae). Був ендеміком Фіджі та вимер у ранньому голоцені.

## Скам'янілості
Рештки цього виду були виявлені у вересні 1998 року на Віті-Леву — найбільшому острові Фіджі. Вид описав описав Тревор Генрі Ворті у 2004 році. Голотип знаходиться в колекції Музею Нової Зеландії Те-Папа-Тонгарева.

## Назва
Назва роду відноситься до Віті-Леву, острова походження виду; rallus латиною означає «пастушок». Видову назву watlingi названо на честь фіджійського орнітолога доктора Діка Вотлінга.

## Опис
Це був нелітаючий пастушок, схожий на вимерлого пастушка фіджійського, але мав дуже довгий і вузький дзьоб.